# نگاه (اختربینی)
در طالع بینی، در یک زایچه به  زاویه‌ای که سیارات، و برخی اشیاء دیگر زایچه با یکدیگر می‌سازند نگاه گفته می‌شود. این زاویه‌ها (که آن‌ها را فاصله نیز می‌گویند) بر حسب درجه و دقیقه از منظر ناظر زمینی محاسبه می‌شود. 

نگاه‌های زایچه در دایره مرکزی این زایچه نمایش داده شده‌اند. انوع مختلف نگاه با رنگ‌ها ونمادهای مختلف مشخص شده‌اند، مانند تربیع (قرمز) یا تثلیث (سبز) متمایز.

## نگاه‌های اصلی
نگاه‌های سنتی و اصلی گاهی اوقات نگاه‌های بطلمیسی نامیده می شوند زیرا در قرن اول میلادی توسط بطلمیوس تعریف و مورد استفاده قرار می‌گرفته‌اند. این نگاه‌ها عبارتند از: اتصال (0 درجه)، تسدیس (60 درجه)، تربیع (90 درجه) ، تثلیث (120 درجه) و مقابله (180 درجه). ذکر این نکته حائز اهمیت است که اخترشناسان مختلف و سیستم‌های نجومی از orbsهای مختلف (میزان جداسازی بین دقت) هنگام محاسبه و استفاده از نگاه‌ها استفاده می‌کنند.  
- مقارنه: وقتی دو جسم اختلاف فاصله (زاویه‌شان) کم‌تر از ۱ درجه است.
- مقابله: وقتی دو جسم فاصله (زاویه‌شان) ۱۸۰ درجه است.
- تسدیس: وقتی دو جسم فاصله (زاویه‌شان) ۶۰ درجه است.
- تربیع: وقتی دو جسم فاصله (زاویه‌شان) ۹۰ درجه است.
- تثلیث: وقتی دو جسم فاصله (زاویه‌شان) ۱۲۰ درجه است.

الگو:اختربینی